# Almanac

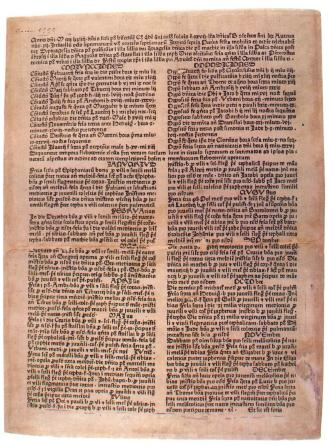
Calendarium cracoviense, một cuốn almanac cho năm 1474

Almanac (tiếng Anh còn viết là almanack và almanach, tiếng Việt đọc là an-ma-nách, nghĩa là niên lịch hoặc niên giám) là một ấn phẩm xuất bản hằng năm cung cấp những thông tin như là thông tin dự báo thời tiết, thời vụ nông nghiệp, bảng thủy triều và những thông tin được sắp xếp thành bảng và cột theo thứ tự ngày tháng. Những sự kiện thiên văn học và những số liệu thống kê khác cũng được trình bày trong almanac như là thời gian mọc và lặn của mặt trời và mặt trăng, nhật thực, giờ nước lên, các dịp lễ lạt của nhà thờ, các phiên tòa của toà án, các mốc thời gian, và v.v...